# Senderkān
Senderkān (persiska: سندركان, سند زکان, Sandarkān, Sand Zakān) är en ort i Iran.   Den ligger i provinsen Lorestan, i den centrala delen av landet, 300 km sydväst om huvudstaden Teheran. Senderkān ligger 1 471 meter över havet och antalet invånare är 412.
Terrängen runt Senderkān är varierad.Runt Senderkān är det ganska tätbefolkat, med 90 invånare per kvadratkilometer. Närmaste större samhälle är Dorūd, 8,1 km sydost om Senderkān. Trakten runt Senderkān består i huvudsak av gräsmarker.